# Epichlorops
Epichlorops là một chi ruồi trong họ Chloropidae.